# Distrito de Mbarara
Mbarara es un distrito ubicado al sudoeste de Uganda, nombrado de igual modo que su principal centro municipal, la ciudad de Mbarara. Está situado a 266km de Kampala en la ruta de Kabale. El distrito de Mbarara comparte fronteras por con distritos de Ntungamo, Sembabule, Rakai y Bushenyi. Además, tiene una población de 360.008 habitantes según el censo del año 2002.
El distrito de Mbarara era parte del reino tradicional de Ankole.
- Datos: Q1091595